# Berlin-Marathon 1988
| 15. Berlin-Marathon    | 15. Berlin-Marathon          |
| ---------------------- | ---------------------------- |
| Stadt                  | Berlin, Deutschland          |
| Datum                  | 9. Oktober 1988              |
| Distanz                | 42,195 Kilometer             |
| Sieger                 |                              |
| Männer                 | Suleiman Nyambui (2:11:45 h) |
| Frauen                 | Renata Kokowska (2:29:16 h)  |
| ← Berlin-Marathon 1987 | Berlin-Marathon 1989 →       |
| Website                | Offizielle Website           |

Der Berlin-Marathon 1988 war die 15. Ausgabe der jährlich stattfindenden Laufveranstaltung in West-Berlin, Bundesrepublik Deutschland. Der Marathon fand am 9. Oktober 1988 statt.
Bei den Männern gewann Suleiman Nyambui in 2:11:45 h, bei den Frauen Renata Kokowska in 2:29:16 h.

## Ergebnisse

### Männer
| Platz | Athlet              | Land                   | Zeit (h) |
| ----- | ------------------- | ---------------------- | -------- |
| 01    | Suleiman Nyambui    | Tansania               | 2:11:45  |
| 02    | Spyros Andriopoulos | Griechenland           | 2:12:04  |
| 03    | Tulu Mekonnen       | Äthiopien              | 2:12:29  |
| 04    | Bogusław Psujek     | Polen                  | 2:12:37  |
| 05    | Tesfaye Dadi        | Äthiopien              | 2:12:49  |
| 06    | Sergey Rozum        | Sowjetunion            | 2:13:09  |
| 07    | Kenneth Stuart      | Vereinigtes Königreich | 2:13:37  |
| 08    | John-Andrew Boyes   | Vereinigtes Königreich | 2:14:16  |
| 09    | Konrad Dobler       | BR Deutschland         | 2:14:17  |
| 10    | Michel Constant     | Frankreich             | 2:15:25  |

### Frauen
| Platz | Athletin           | Land                   | Zeit (h) |
| ----- | ------------------ | ---------------------- | -------- |
| 01    | Renata Kokowska    | Polen                  | 2:29:16  |
| 02    | Sheila Catford     | Vereinigtes Königreich | 2:33:44  |
| 03    | Malgorzata Birbach | Polen                  | 2:33:54  |
| 04    | Ursula Starke      | BR Deutschland         | 2:35:58  |
| 05    | Krystyna Chyliñska | Polen                  | 2:36:05  |
| 06    | Marta Visnyei      | Ungarn                 | 2:36:30  |
| 07    | Ewa Szydlowska     | Polen                  | 2:36:55  |
| 08    | Gabriela Górzyńska | Polen                  | 2:36:58  |
| 09    | Dimitra Papaspirou | Griechenland           | 2:37:04  |
| 10    | Lyubov Svirskaya   | Sowjetunion            | 2:37:12  |